# Kalcij
Kálcij (latinsko calcium) je kemični element s simbolom Ca in vrstnim številom 20. Kalcij je svetlo siva zemljoalkalijska kovina, ki se uporablja kot reducent pri pridobivanju torija, cirkonija in urana. Je peti najpogostejši v zemeljski skorji. Nujno je potreben za življenje organizmov, posebej v fiziologiji celice. Kalcij uvrščamo med zemeljsko alkalijske elemente. V periodnem sistemu elementov najdemo kalcij v 4 periodi in drugi skupini. Pri tvorjenju iona kalcij odvrže dva elektrona, tako da iz jih iz 20 nastane 18.

## Kalcijeve spojine
- Kalcijevi silikati
- Kalcijev sulfat - CaSO4 z različno vsebnostjo kristalno vezane vode
- Kalcijev hidrogensulfit - Ca(HSO3)2
- Kalcijev nitrat - Ca(NO3)2
- Kalcijev karbonat - CaCO3 (apnenec)
- Kalcijev oksid - CaO (žgano apno), bel prah, ki se tali pri 2500 stopinjah Celzija. Pridobivajo se z žganjem kalcijevega karbonata (apnenec).
- Kalcijev hidroksid - Ca(OH)2 (gašeno apno), ki se pridobiva s hidratizacijo CaO in se uporablja za izdelavo malte.

## Uporaba
Kalcij uporabljamo kot dodatek za legiranje (npr. za izdelovanje svinčenih zlitin; za pridobivanje redkih kovin, kot absorpcijsko sredstvo za kisik in vodik pri pridobivanju žlahtnih plinov).